# Uca panamensis
El cangrejo violinista panameño (Uca panamensis) es una especie de crustáceo decápodo de la familia Ocypodidae.

## Distribución
Se lo encuentra al este del Pacífico, desde El Salvador hasta el Perú, incluyendo las islas Coco, Gorgona y Galápagos.

## Hábitat
Vive en playas arenosas con grava y piedras, sobre las rocas o en pocetas intermareales.

## Descripción
Alcanza una longitud máxima de 14 mm  y una anchura máxima de 19 mm. El quelípedo mayor mide 60 mm de largo, es más claro que el cuerpo y presenta palma desnuda sin tuberculaciones notorias; el quelípedo menor mide 48 mm; los dactilos tienen bordes cortantes a manera de cuchara. Varía de color según el medio en que vive, del amarillo claro al gris verdoso; con máculas amarillentas a castaño rojizas. Los jóvenes suelen tener colores claros, mientras que los adultos suelen ser oscuros.

## Alimentación
Se alimenta de las algas que cubren la superficie de las rocas.